# 古川さとし
古川 さとし（ふるかわ さとし）は、日本の官能小説作家。

## 人物
インターネットの普及に伴い、サブカルチャーとしての「ネット官能小説」の時流に乗って登場。はじめは官能小説を集めたいくつかのサイトで活躍した。
2008年に個人サイトを開くとともに、電子出版にて作家活動を開始。近年になり、いわゆるＮＴＲ（寝取られ、寝取らせ）ものを主たるターゲットにしている。
ネットの世界に登場したのは2001年の『葉子』が初出。Kindleにおいては『カノン』が初出。

## 著作一覧

### Kindle出版
- カノン（2012年11月24日）
- あこがれ〜カノン前夜〜（2012年12月13日）
- ぷれぜんと（2012年12月31日）
- 葉子（2013年1月2日）
- 妻の秘密〜あばかれた被虐の時〜（2013年1月14日）
- 麗しのレフトハンド（2013年1月29日）
- 桃花源を討て!（2013年1月29日）
- えっち、じゃないもんっ!（2013年2月14日）
- ワイセツ・コーチング（2013年3月4日）
- お嬢様妻 真菜のナマ（2013年3月27日）
- 妻の入院（2013年4月26日）
- 絵画教室の甘い午後（2013年6月13日）
- 始まりの日（2013年10月19日）
- 性母（マドンナ）のララバイ（2014年5月9日）
- 生けられた妻（2014年6月14日）
- 妹・ういっち〜ず 上巻 妹・ういっち〜ず（2014年6月27日）
- 妹・ういっち〜ず　下巻 妹・ういっち〜ず（2014年6月27日）
- 愛しのレフトハンド1（2014年8月7日）
- 愛しのレフトハンド2（2014年8月14日）
- 愛しのレフトハンド3（2014年8月20日）
- 愛しのレフトハンド4（2014年10月20日）
- 妻の治療（2014年8月8日）
- 雨のち葵い空（2014年8月30日）
- ひとりしずか：雨のち葵い空 番外編（2014年9月16日）
- ロンド：若妻と半熟美少女のワイセツ・ディボーション（2014年11月17日）
- 閉ざされた二人（2016年6月12日）
- となりの美代ちゃん：男は、三度少年の日に（2016年7月3日）
- 人妻・智美の体験：〜妻を差し出して〜（2017年3月19日）
- 人妻･智美の体験：BeforeDays（2017年4月30日）
- 麻由香、啼く：僕の妻は強気系（2017年12月8日）